# سیوری-رانس
شهر سیوری-رانس (به فرانسوی: Sivry-Rance) در شهرستان توئن  در استان انو  در منطقه فدرال والوون در کشور بلژیک واقع شده‌است.